# 山崎毛利氏
山崎毛利氏（やまさきもうりし）は因幡国の国人領主、因幡毛利氏の一族。

## 経歴
山崎毛利氏は因幡国法美郡大萱郷山崎城を拠点とする国人で、同国八東郡私部郷の因幡毛利氏（以下、私部毛利氏と表記する）の一族で分家筋（庶子家）にあたる。
『因幡志』などの記述に従えば、室町時代に本家・私部毛利氏より分かれたと言い、最盛期には法美郡大萱（）郷から邑美郡雲山までを有していた。
天文年間まで山崎毛利氏と私部毛利氏との関係は比較的良好であったが、山崎毛利氏の本拠地・大萱郷が地理的に但馬国と通じる要所であったため、当時、但馬山名氏と対立していた私部毛利氏に目をつけられてしまった。天文11年（1542年）から15年（1546年）にかけて私部毛利氏は山崎城合戦を引き起こし、謀略をもって山崎城を落城させた。城主・毛利某は家臣と共に但馬へ逃れ、山崎毛利氏は滅亡、残された所領は私部毛利氏の領地に組み込まれた。